# Kurd Laßwitz

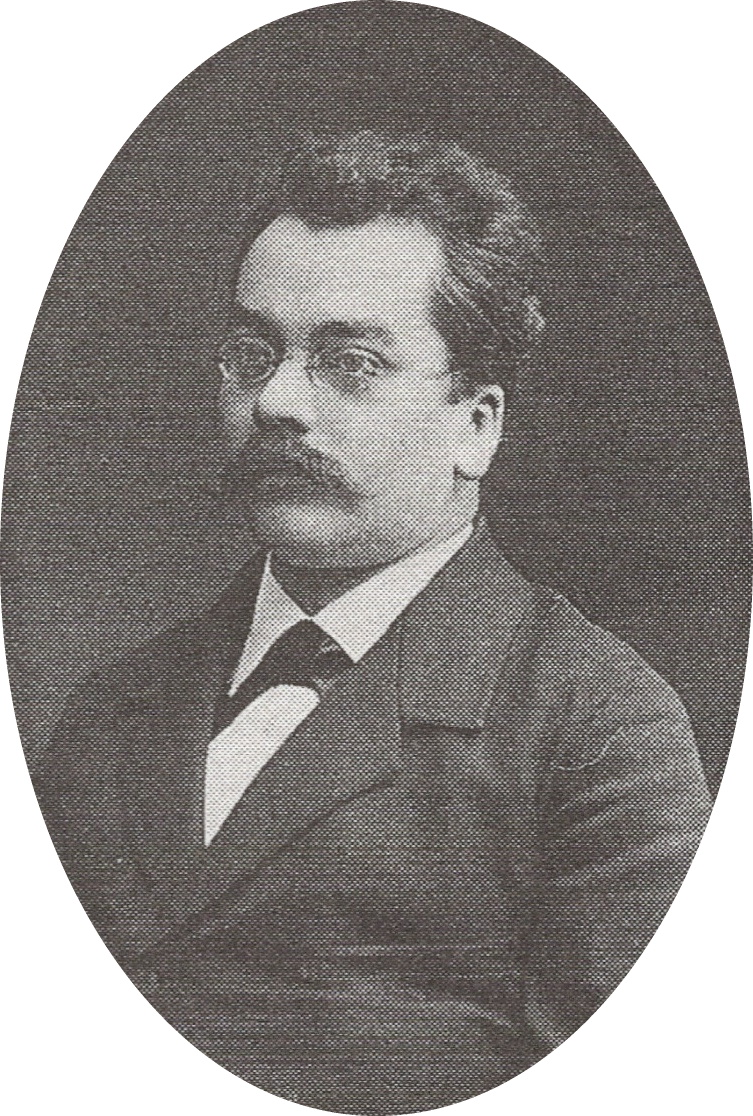
Kurd Laßwitz

Kurd Laßwitz, ook bekend onder het pseudoniem Velates, (20 april 1848 – 17 oktober 1910) was een Duits auteur, filosoof, wetenschapper, wiskundige en natuurkundige.
Laßwitz wordt vaak gezien als de vader van de Duitstalige sciencefictionliteratuur, maar werd tijdens zijn leven overschaduwd door de andere grote Europese namen in sciencefiction van die tijd zoals Herbert George Wells en Jules Verne. Zijn bekendste boek is Auf Zwei Planeten, dat op een vooruitstrevende manier reizen tussen de Aarde en Mars beschrijft.